# GXT

GXT foi um canal de televisão por assinatura italiano de comédia e entretenimento.

## História
A Jetix Europe lançou o GXT como um canal masculino para adolescentes em maio de 2005 na Mondo Sky.
Devido à decisão da Disney de renomear a operação Jetix Europe sob a marca Disney XD, a subsidiária italiana da Jetix Europe, Jetix Italy Srl, adquiriu a rede italiana Jetix e passou a se chamar Switchover Media. A empresa também concordou em renomear o canal Jetix Italy para Disney XD Italy e, em junho de 2009, comprou os canais K2 e GXT da Jetix Europe. Com a aquisição da Switchover Media em janeiro de 2013 pela Discovery Communications, o GXT passou a ser gerido pela Discovery EMEA.
Em 31 de dezembro de 2014, o GXT cessou a sua transmissão, depois que a Discovery decidiu não renovar seu acordo de transmissão com a Sky Italia para operar a rede.

## Conteúdo
O GXT foi criado para atingir um público jovem e predominantemente masculino, oferecendo programação voltada para ação, humor e excessos, incluindo game shows como Takeshi's Castle e Sasuke, programas de entretenimento esportivo como WWE e American Gladiators, além de programas produzidos pelo Guinness World Records e filmes de comédia, ação e terror.